# Le Cadre (Kahlo)
The Frame est un autoportrait de l'artiste mexicaine Frida Kahlo. 

## Exposition de l'œuvre
La peinture est d'abord présentée lors de la première exposition personnelle de l'artiste à New York en 1938, puis à la galerie Renou et Colle au début de l'année 1939. En raison du contexte de guerre, elle n'obtient pas de succès immédiat, mais elle est achetée par le Musée du Louvre la même année. Il s'agit de la seule vente qu'elle ait faite parmi ses 18 œuvres présentées à Paris dans le cadre de l'exposition "Mexique" sur invitation du poète surréaliste André Breton.
C'est la première œuvre d'un artiste mexicain du XXe siècle à avoir été achetée par un musée international majeur. La peinture est maintenant présentée au musée national d'Art moderne du centre Pompidou à Paris, actuellement le seul musée d'Europe à disposer d'une œuvre de Frida Kahlo.

## Description de l'œuvre
L'œuvre est composée de deux parties : l'autoportrait de l'artiste elle-même peint sur une fine lame d'aluminium, et le fixé-sous-verre, une production artisanale orné d'oiseaux (motif traditionnel du folklore mexicain) achetée par Frida Kahlo dans un marché du village de Juquila qui a donné le titre de l'œuvre The Frame ("Le Cadre" en français).